# دالاس فيرغسون
دالاس فيرغسون هو لاعب هوكي الجليد كندي، ولد في 24 نوفمبر 1972 في وينرايت ‏ في كندا.

## وصلات خارجية
- دالاس فيرغسون على موقع EliteProspects.com (الإنجليزية)
- دالاس فيرغسون على موقع HockeyDB.com (الإنجليزية)